# Joseph Miller Thomas
Joseph Miller Thomas (* 16. Januar 1898 in Ridley Park, Pennsylvania; † 8. Januar 1979 in Philadelphia, Pennsylvania) war ein US-amerikanischer Mathematiker, der sich vor allem mit Differentialgeometrie und Algebra befasste.
Joseph Thomas wurde 1923 an der University of Pennsylvania bei Frederick Wahn Beal promoviert ( Congruences of Circles, Studied with reference to the Surface of Centers). Er wurde 1930 Assistant Professor und 1935 Professor an der Duke University. 1936/37 war er am Institute for Advanced Study bei Oswald Veblen, mit dem er schon 1925 über projektive Geometrie von Wegen veröffentlicht hatte.
Er befasste sich hauptsächlich mit der algebraischen Theorie von Systemen von partiellen Differentialgleichungen auf Mannigfaltigkeiten wie Pfaffschen Systemen. Die Thomas-Zerlegung polynomialer Systeme partieller Differentialgleichungen (und Ungleichungen) ist nach ihm benannt. Weitere Arbeitsgebiete waren konforme Invarianten und algebraische Theorie der Gleichungen. Daneben befasste er sich wie auch Oswald Veblen mit Ballistik.
Er war 1935 einer der Gründer des Duke Mathematical Journal und bis 1944 deren Managing Editor. 1937/38 war er im Rat der American Mathematical Society und 1945/46 deren Vizepräsident. Er war Mitglied der französischen mathematischen Gesellschaft.

## Schriften
- Differential Systems, American Mathematical Society Colloquium Publications, 1937
- Elementary mathematics in artillery fire, McGraw Hill 1942
- Systems and roots, William Byrd Press 1962
- A primer on roots, William Byrd Press 1974
- Theory of Equations, McGraw Hill 1938
- mit Oswald Veblen: Projective invariants of affine geometry of paths. Annals of Mathematics, Band 27, 1926, S. 279–329
- An existence theorem for generalized pfaffian systems,  Bull. Amer. Math. Soc., Band 40, 1934, S. 309–315